# Melissa Vargas
Pour les articles homonymes, voir Vargas et Abreu.
Melissa Teresa Vargas Abreu est une joueuse de volley-ball turque née le 16 octobre 1999 à Cienfuegos. Elle mesure 1,94 m et joue au poste d'attaquante. Elle joue pour l'équipe nationale turque car elle en a obtenu la nationalité.

## Clubs
| Club                | De        | À         |
| ------------------- | --------- | --------- |
| Cienfuegos          | 2011-2012 | 2014-2015 |
| VK AGEL Prostějov   | 2015-2016 | 2015-2016 |
| Voléro Zurich       | 2017-2018 | 2017-2018 |
| Fenerbahçe Istanbul | 2018-2019 | 2020-2021 |
| Tianjin Bohai Bank  | 2021      | 2021      |
| Fenerbahçe Istanbul | 2021-2022 | 2021-2022 |
| Tianjin Bohai Bank  | 2022      | 2022      |
| Fenerbahçe Istanbul | 2022-2023 | Actuel    |

## Palmarès

### Clubs
- Championnat de République tchèque
  - Vainqueur : 2016
- Coupe de République tchèque
  - Vainqueur : 2016.
- Championnat de Suisse
  - Vainqueur : 2018
- Coupe de Suisse
  - Vainqueur : 2018.
- Coupe de Turquie
  - Finaliste : 2019, 2022, 2023.
- Championnat de Chine
  - Vainqueur : 2022, 2023.
- Championnat de Turquie
  - Vainqueur : 2023.

### Sélection nationale
- Ligue des nations
  - Vainqueur : 2023

- Championnat d'Europe féminin de volley-ball
  - Vainqueur : 2023

### Distinctions individuelles
- Coupe panaméricaine de volley-ball féminin 2014: Meilleure marqueuse[5].
- Volley-ball féminin aux Jeux d'Amérique centrale et des Caraïbes 2014: Meilleure marqueuse.
- Coupe panaméricaine de volley-ball féminin 2015: Meilleure marqueuse, meilleure serveuse et 2e meilleure réceptionneuse-attaquante[6].
- Volley-ball féminin aux Jeux panaméricains de 2015: 2e meilleure réceptionneuse-attaquante[7].
- Ligue des champions féminine de volley-ball 2018-2019 : Meilleure marqueuse.
- Championnat de Turquie féminin de volley-ball 2021-2022 : Meilleure serveuse.
- Championnat de Turquie féminin de volley-ball 2021-2022 : Meilleure pointue.
- Championnat de Turquie féminin de volley-ball 2021-2022 : Meilleure marqueuse.
- Championnat de Chine féminin de volley-ball 2021-2022 : Meilleure serveuse.
- Championnat de Chine féminin de volley-ball 2021-2022 : Meilleure marqueuse.
- Championnat de Chine féminin de volley-ball 2021-2022 : Meilleure attaquante.
- Championnat de Turquie féminin de volley-ball 2022-2023 : Meilleure joueuse.
- Championnat de Turquie féminin de volley-ball 2022-2023 : Meilleure pointue.
- Ligue des nations féminine de volley-ball 2023 : Meilleure joueuse.
- Ligue des nations féminine de volley-ball 2023 : Meilleure pointue.